# Ајеа (Хаваји)
Ајеа (Хаваји) (енгл. Aiea) насељено је место за статистичке потребе у америчкој савезној држави Хаваји. По попису становништва из 2010. у њему је живело 9.338 становника.

## Демографија
Према попису становништва из 2010. у граду је живело 9.338 становника, што је 319 (3,5%) становника више него 2000. године.
| Група             | 2000.         | 2010.         |
| Белци             | 1.381 (15,3%) | 1.322 (14,2%) |
| Афроамериканци    | 77 (0,9%)     | 61 (0,7%)     |
| Азијати           | 5.259 (58,3%) | 5.387 (57,7%) |
| Хиспаноамериканци | 493 (5,5%)    | 579 (6,2%)    |
| Укупно            | 9.019         | 9.338         |